# Erebia bodenmanni
Erebia bodenmanni är en fjärilsart som beskrevs av Vorbrodt 1928. Erebia bodenmanni ingår i släktet Erebia och familjen praktfjärilar. Inga underarter finns listade i Catalogue of Life.